# Phyllonorycter pumila
Phyllonorycter pumila là một loài bướm đêm thuộc họ Gracillariidae. Nó được tìm thấy ở Tây Ban Nha.
Ấu trùng ăn Genista versicolor pumila. Chúng có thể ăn lá nơi chúng làm tổ.